# Écr.l'inf.

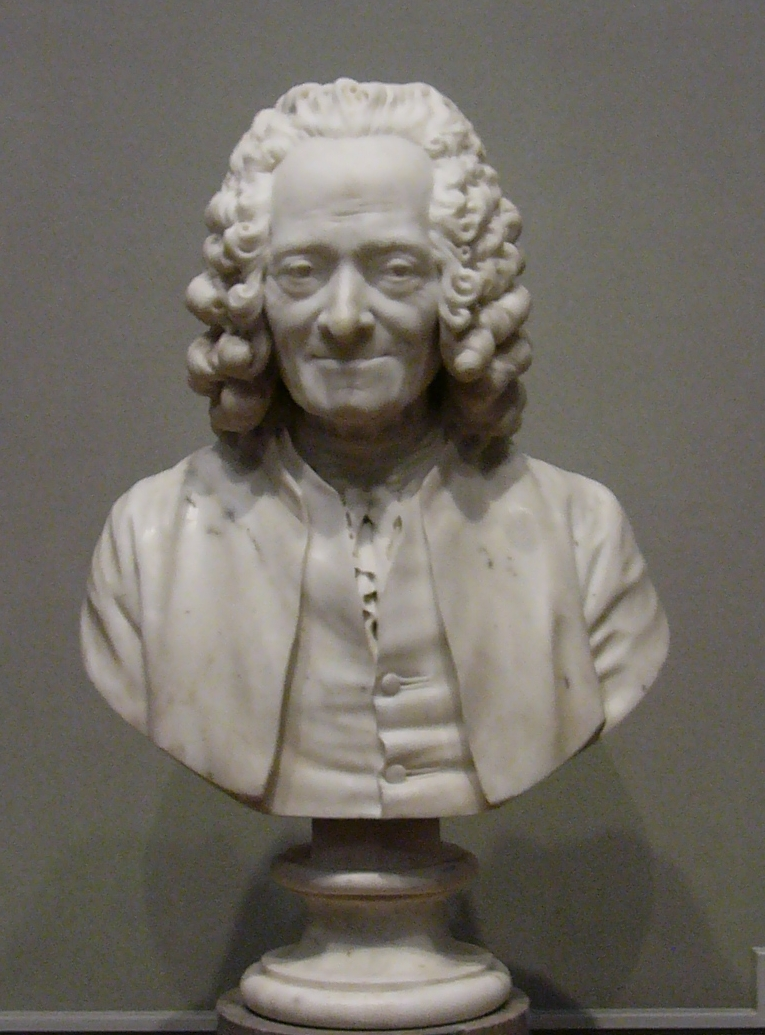
Buste de Voltaire

« Écr.l'inf. », abréviation de « Écrasons l'infâme » et parfois contracté en Ecrelinf, était une formule que le philosophe des Lumières Voltaire utilisait dès 1763 en conclusion de ses lettres. Ce slogan invitait ainsi ses correspondants à le joindre dans son combat contre l'obscurantisme, notamment religieux.
Nicolas Ruault choisit le pseudonyme de M. Ecrlinf pour publier son Éloge de Voltaire en 1788.
Elle fut reprise par Friedrich Nietzsche contre le rousseauisme et les révolutionnaires, les accusant, par des demi-vérités et des folies passionnées, de refouler pour longtemps l'esprit de la philosophie des Lumières et la théorie du développement progressif, et donc, par analogie, d'être des obscurantistes prédicateurs.